# Marovac
Marovac (Servisch cyrillisch Маровац) is een plaats in de Servische gemeente Medveđa. De plaats telt 123 inwoners (2002).